# Vol 93 d'United Airlines
El vol 93 d'United Airlines era un vol de passatgers que fou segrestat per quatre membres d'al-Qaeda l'11 de setembre de 2001, com a part dels atemptats de l'11 de setembre. Es va estavellar a un terreny prop de la Diamond T. Mine de Stonycreek Township (Somerset County, Pennsilvània), prop de Shanksville i Indian Lake, quan alguns dels passatgers intentaren recuperar el control de l'avió, resultant en la mort de les 44 persones a bord inclosos els segrestadors. A terra ningú fou ferit. L'aeronau involucrada, un Boeing 757-222, realitzava el vol domèstic diari d'United Airlines des de l'Aeroport Internacional de Newark a Nova Jersey cap a l'Aeroport Internacional de San Francisco a Califòrnia.
Els segrestadors irromperen la cabina de l'avió i subjugaren la tripulació del vol uns 46 minuts després de l'enlairament. Tot seguit Ziad Jarrah, un pilot entrenat, prengué el control de l'aeronau i es redirigí de nou cap a la costa est, en direcció a Washington, D.C. Encara que l'objectiu intencionat no es coneix, se sospita que els segrestadors planejaven estampar-lo o bé contra la Casa Blanca o bé contra el Capitoli.
Després que els segrestadors prenguessin control de l'avió, alguns passatgers i auxiliars de vol pogueren telefonar i saberen que ja hi havia hagut altres segrests que havien acabat en atemptats al World Trade Center de Nova York i a El Pentàgon als afores de Washington. Després uns quants passatgers lluitaren contra els segrestadors intentant guanyar el control de l'aeronau. Durant l'intent, l'avió s'estavellà a una mina a cel obert a Stonycreek Township, convertint-se en l'únic dels quatre vols segrestats l'11 de setembre que no assolí el seu objectiu.